# Kollár István (püspök)
Kollár István (Esztergom, 1764. augusztus 14. – Esztergom, 1844. július 12.) királyi tanácsos, kanonok, tribunici választott püspök, nagyprépost.

## Élete
A teológiát Pozsonyban végezte. 1789-ben fölszentelték, azután káplán volt Komáromban. 1790-ben az esztergomi érseki helynökségnél kancellárius lett, 1793-ban szentszéki jegyző és 1801-ben titkár; 1803-tól 1815-ig óbudai plébános, kerületi alesperes, szentszéki ülnök volt. 1815. november 20-án esztergomi kanonokká nevezték ki. 1815. december 4-től 1817-ig a nagyszombati általános papnevelő kormányzója volt. A Szent Mihály főangyal Nyúlszigetről nevezett prépostjává is kinevezték. Visszatérvén 1820-ban az esztergomi főkáptalan Nagyszombatból Esztergomba, udvari kanonok lett; október 10-én honti főesperes, 1821-ben tribunici választott püspök és helytartósági tanácsos, 1823. szeptember 15-én Szent Györgyről nevezett prépost. 1831. június 1-jén érseki helyettes és az érseki szék megürültével ugyanazon évben káptalani helyettes, 1840. június 12-én pedig a főkáptalan nagyprépostja lett.